# Florent Daguin
Florent Daguin CM (chiń. 孔) (ur. 4 stycznia 1815 w Beaujeu, zm. 9 maja 1859 w Koulitou) – francuski duchowny rzymskokatolicki, misjonarz, lazarysta, wikariusz apostolski Mongolii.

## Biografia
W 1837 złożył śluby zakonne w Zgromadzeniu Księży Misjonarzy. 21 grudnia 1839 otrzymał święcenia prezbiteriatu.
2 marca 1847 papież Pius IX mianował go koadiutorem wikariusza apostolskiego Mongolii oraz biskupem in partibus infidelium troasyjskim. 25 lipca 1848 w Xiwanzi przyjął sakrę biskupią z rąk byłego wikariusza apostolskiego Mongolii, administratora apostolskiego Pekinu bpa Josepha-Martiala Mouly'ego CM.
11 lipca 1857 został wikariuszem apostolskim Mongolii. Urząd ten sprawował do śmierci 9 maja 1859.